# Kolonos
Koordinaten: 37° 59′ 44″ N, 23° 42′ 55″ O
Der Hügel Kolonos war ein Demos im antiken Griechenland und ist heute ein Stadtteil von Athen. Bekannt ist Kolonos vor allem als Geburtsort des Sophokles und Schauplatz seines Dramas Ödipus auf Kolonos.

## Geschichte
Ursprünglich hieß der Ort Hippeios Kolonos (Ίππειος Κολωνός, „Pferdehügel“) und war in der Antike ein Demos rund drei Kilometer nördlich von Athen, nahe der Akademie des Platon (nur 700 Meter entfernt).
Im Ort befanden sich ein weithin bekannter Hain der Erinyen sowie ein Tempel des Poseidon Hippeios, Gott des Meeres und Schutzgott der Pferde. Der Tempel, der dem Ort seinen Namen gab, wurde 265 v. Chr. im Chremonideischen  Krieg bei der Belagerung Athens durch König Antigonos II. Gonatas von Makedonien zerstört.

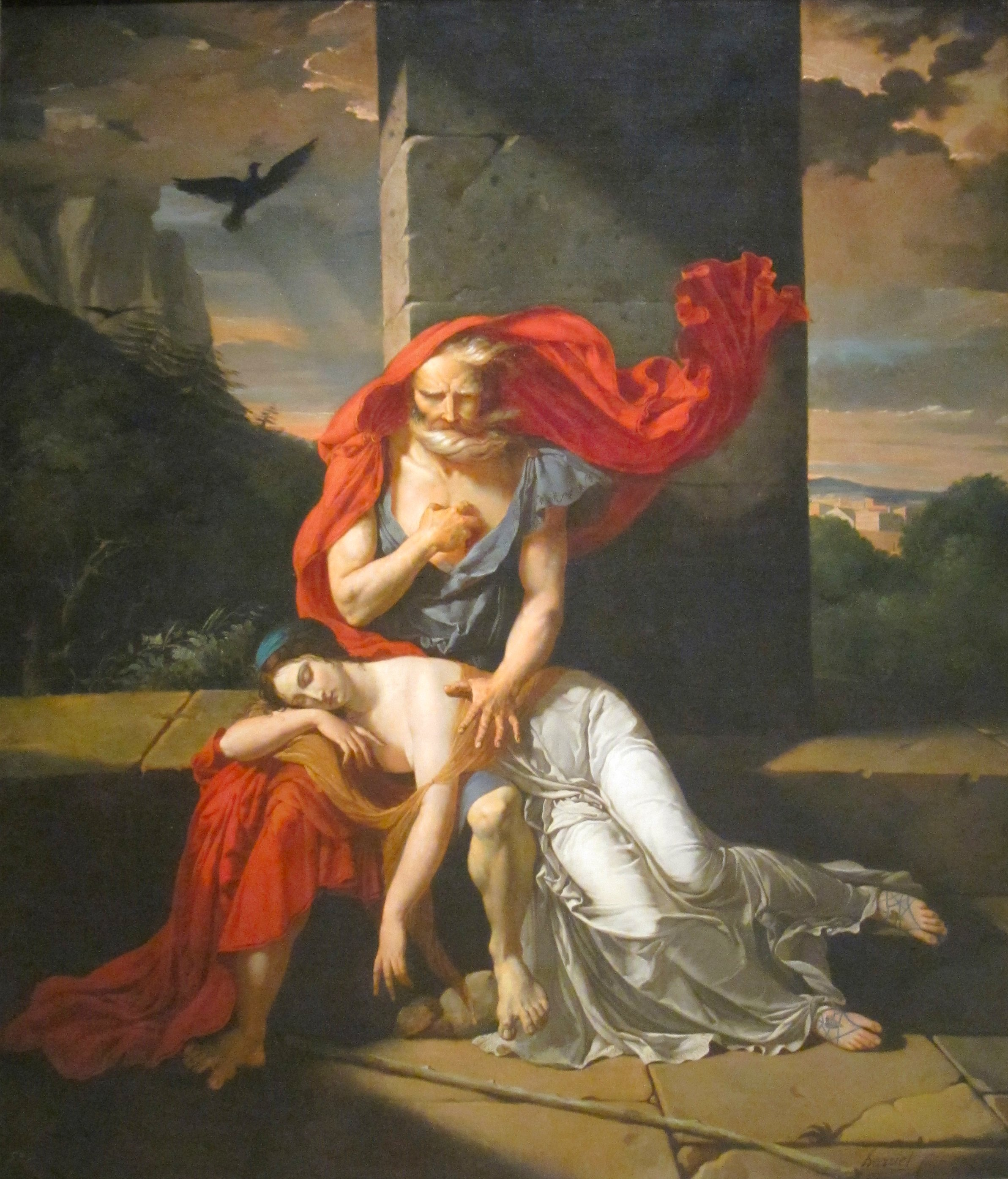
Gemälde Ödipus auf Kolonos

Berühmtester Sohn des Demos war der hier 497/496 v. Chr. geborene Dichter Sophokles. In seinem bedeutenden Drama Ödipus auf Kolonos lässt er den mythischen König von Theben im Exil in Kolonos sterben und begraben.
In seinen „Reisen in Griechenland“ (1776) beschreibt Richard Chandler seinen Weg zur Akademie des Platon bei Kolonos:
„Platon begann in der Akademie zu lehren [...] Nach der Zeit zog er einen kleinen Garten beim Kolonus Hippius vor, der ihm selbst gehörte. [...] Kolonus Hippius, der Pferdehügel, war hinter der Akademie, und zehn Stadien, fünf Viertelmeilen, von der Stadt [Athen] gelegen. Es befand sich daselbst ein Altar des Neptunus Hippius und der Minerva, nebst einem Heroum, oder Denkmal, des Pirithous und Theseus, des Ödipus und des Adrastus. Man behauptete, daß der unglückliche Thebaner, als ein Verwiesener und Hilfe Suchender, hier, in dem heiligen Bezirke der Furien, sich aufgehalten; Pausanias aber nimmt lieber die Sache, wie sie Homer erzählt. Antigonus hatte den Hain und Tempel des Neptuns verbrannt. Sophokles war bei dem Kolonus geboren und lebte daselbst. Hier waren die Kupferminen.“

## Modernes Kolonos
Heute ist Kolonos ein dichtbesiedeltes Arbeiterviertel von Athen.
Auf dem Hügel von Kolonos befinden sich Grabstelen der im 19. Jahrhundert in Athen verstorbenen und auf dem Kolonos bestatteten Archäologen Karl Otfried Müller und Charles Lenormant sowie das Freilichttheater Kolonos (Ανοιχτό Θέατρο Κολωνού).